# Fortunato Lodi
Fortunato Lodi (Bolonha, 1805 — 1883) foi um arquitecto italiano. Filho de Francisco Lodi, foi director da Academia de Belas-Artes de Bolonha

## Obras
- Teatro Nacional D. Maria II [4]
- Teatro Tália - Reedificação e renovação do teatro pertencente ao Conde de Farrobo, situado na Quinta das Laranjeiras[2]
- Estação Central de Bolonha[5]